# ناحية ألوت (مقاطعة بانة)
ناحية ألوت (بالفارسية: بخش الوت) هي ناحية في مقاطعة بانة التابعة لمحافظة كردستان في إيران. في تعداد عام 2006، كان عدد سكانها 10,394 نسمة في 1,975 عائلة. فيها مدينة واحدة: أرمرده. وفيها قسمان ريفيان: قسم بلة کة الريفي وقسم بشت أربابا الريفي.